# Каннський кінофестиваль 2023
76-й міжнародний Каннський кінофестиваль проходив з 16 по 27 травня 2023 року. Головою журі був шведський режисер Рубен Естлунд.
Офіційний постер фестивалю із зображенням акторки Катрін Денев створили Лайонель Авіньйон та Стефан де Віві з дизайн-студії «Hartland Villa» за світлиною, зробленою Джеком Гарофало під час зйомок фільму «Капітуляція» (1968). Плакат був обраний, щоб віддати належне Денев за її внесок у кінематограф.
Під час фестивалю було вручено дві почесні «Золоті пальмові гілки»: перша під час церемонії відкриття для Майкла Дугласа; а друга була присуджена для Гаррісона Форда перед світовою прем'єрою «Індіана Джонс і реліквія долі».
Фестиваль відкривався фільмом французької режисерки Майвенн «Фаворитка», а на закритті демонструвався американський комп'ютерно-анімаційний фільм Pixar «Стихії» режисера Пітера Сонна. Це перший фестиваль за президентства жінки — Айріс Кноблох.
Під час кінофестивалю на благодійному аукціоні зібрали 55 тисяч євро на закупівлю евакуаційних швидких та розвиток військової медицини в Україні.

## Підготовка до фестивалю
Наприкінці червня 2022 року став відомий час проведення 76-го Каннського кінофестивалю: з 16 по 27 травня 2023 року. Дирекція фестивалю звернулася до діячів кіноіндустрії та любителів кіно із запрошенням вкотре зібратися в Канні . Президентом фестивалю вперше стала жінка: продюсер із Німеччини Айріс Кноблох була обрана у березні 2022 року на три сезони (2023—2025). Кноблох пообіцяла «докласти всіх зусиль, щоб фестиваль зберіг свій вплив у світі культури» .
2 листопада 2022 року розпочався прийом заявок на участь у секції «Двотижневик режисерів». Дирекція пообіцяла «звертати особливу увагу на проєкти з унікальною кінематографічною мовою, незвичайною розповіддю та монтажем, певною мірою на ризиковані фільми» .
Ще за довго до фестивалю було анонсовано прем'єрний показ нового фільму Мартіна Скорсезе «Вбивці місячної квітки» . На початку квітня 2023 року було оголошено, що на фестивалі відбудеться світова прем'єра фільму « Індіана Джонс та реліквія долі». Фільм Джеймса Менголда було показано поза конкурсом .
Кінофестиваль відкрився історичною драмою французького режисера Майвенна « Фаворитка» . Повний склад програми було оголошено 13 квітня .

## Відкриття фестивалю
Відкриття 76-го кінофестивалю Канна відбулося ввечері 16 травня. Урочиста церемонія відбулася у залі «Люм'єр», де ведуча К'яра Мастроянні запросила на сцену членів міжнародного журі на чолі зі шведським режисером Рубеном Естлундом. Ума Турман оголосила про вручення Майклу Дугласу почесної «Золотої пальмової гілки» за досягнення у кар'єрі та внесок у світовий кінематограф. Після чого почесна гостя фестивалю Катрін Денев оголосила про відкриті огляди. Фестиваль відкрила історична драма французької режисерки Майвенн Фаворитка з Джонні Деппом у ролі Людовіка XV. За традицією перша картина була показана поза конкурсом .

## Журі

### Основний конкурс
- Рубен Естлунд, режисер і сценарист ( Швеція)
- Джулія Дюкурно, режисерка та сценаристка ( Франція)
- Даміан Сіфрон, режисер і сценарист ( Аргентина)
- Рунгано Ніоні, режисер і сценарист ( Замбія,  Велика Британія)
- Брі Ларсон, акторка, співачка та режисер ( США)
- Пол Дано, актор, режисер, сценарист, продюсер та музикант ( США)
- Дені Меноше, актор ( Франція)
- Мар'ям Тузані, режисер ( Марокко)
- Атік Рагімі, письменник та режисер ( Афганістан,  Франція)[18]

### Особливий погляд
- Джон Сі Рейлі, актор ( США)
- Дейві Чоу, режисер і продюсер ( Франція)
- Аліс Винокур, режисер і сценарист ( Франція)
- Паула Бір, акторка ( Німеччина
- Емілі Дек'єнн, акторка ( Бельгія)[19]

### Золота камера
- Анаїс Демустьє, акторка ( Франція)
- Рафаель Персонас, актор ( Франція)
- Наталі Дюран, оператор-постановник ( Франція)
- Мікаель Бюш, режисер і сценарист ( Франція)
- Софі Фрілле, голова компанії Titrafilm ( Франція)
- Ніколя Маркаде, кінокритик та журналіст ( Франція))[20]

## Офіційна програма
| Переможці виділені окремим кольором |

### Основний конкурс
В основному конкурсі за приз «Золота пальмова гілка» брали участь 21 фільм:
| Назва                  | Оригінальна назва            | Режисер             | Країна                                          |
| ---------------------- | ---------------------------- | ------------------- | ----------------------------------------------- |
| Зона інтересів         | The Zone of Interest         | Джонатан Ґлейзер    | Велика Британія Польща США                      |
| Місто астероїдів       | Asteroid City                | Вес Андерсон        | США                                             |
| Клуб Зеро              | Club Zero                    | Джессіка Гаузнер    | Австрія Велика Британія Німеччина Франція Данія |
| Мертві листя           | Kuolleet lehdet              | Акі Каурісмякі      | Фінляндія                                       |
| Доньки Ольфи           | Les filles d'Olfa            | Каутер Бен Ганья    | Туніс Франція Німеччина                         |
| Анатомія падіння (QP)  | Anatomie d'une chute         | Жустін Тріє         | Франція                                         |
| Монстр (QP)            | 怪物                         | Корееда Хірокадзу   | Японія                                          |
| Травень, грудень       | May December                 | Тодд Гейнс          | США                                             |
| Підбурювальниця        | Firebrand                    | Карим Айнуз         | Велика Британія                                 |
| Старий дуб             | The Old Oak                  | Кен Лоуч            | Велика Британія                                 |
| Банель та Адама (CdO)  | Banel et Adama               | Рамата-Тулай Сі     | Малі Сенегал Франція                            |
| Прекрасні дні          | Perfect Days                 | Вім Вендерс         | Японія Німеччина                                |
| Молодість              | 青春                         | Ван Бінг            | КНР                                             |
| Свет будущего          | Il sol dell'avvenire         | Нанні Моретті       | Італія Франція                                  |
| Про суху траву         | Kuru Otlar Üstüne            | Нурі Більге Джейлан | Туреччина Франція Німеччина Швеція              |
| Минулим літом          | L'été dernier                | Катрін Брейя        | Франція                                         |
| Рагу Додена Буффана    | La Passion de Dodin Bouffant | Чан Ань Хунг        | Франція                                         |
| Викрадений             | Rapito                       | Марко Беллокйо      | Італія Франція Німеччина                        |
| Химера                 | La chimera                   | Аліче Рорвахер      | Італія Франція Швейцарія                        |
| Чорні мухи             | Black Flies                  | Жан-Стефан Совер    | США                                             |
| Повернення додому (QP) | Le retour                    | Катрін Корсіні      | Франція                                         |

(CdO) вказує на те, що фільм мав право на отримання «Золотої камери» як повнометражний режисерський дебют.
(QP) позначає фільм, що брав участь у конкурсі на «Queer Palm»..

### Особливий погляд
Наступні фільми беруть участь у програмі «Особливий погляд» :
| Назва                          | Оригінальна назва    | Режисер                          | Країна                                                                |
| ------------------------------ | -------------------- | -------------------------------- | --------------------------------------------------------------------- |
| Злочинці                       | Los Delincuentes     | Родриго Морено                   | Аргентина Бразилія Люксембург Чилі                                    |
| Як займатися сексом (CdO) (QP) | How to Have Sex      | Моллі Меннінг Вокер              | Велика Британія                                                       |
| Прощавай, Джулія (CdO)         | Goodbye Julia        | Мохамед Кордофані                | Судан Швеція Німеччина Саудівська Аравія Франція Єгипет               |
| Квітка Бурити                  | Crowrã               | Рене Надер Мессора Жуан Салавіза | Португалія Бразилія                                                   |
| Простий, як Сільвен (QP)       | Simple comme Sylvain | Монія Шокрі                      | Канада                                                                |
| Мати всієї брехні              | كذب أبيض             | Асмае Ель Мудір                  | Марокко Єгипет Саудівська Аравія                                      |
| Поселенці (CdO)                | Los Colonos          | Феліпе Гальвес                   | Аргентина Чилі Велика Британія Тайвань Німеччина Швеція Франція Данія |
| Омен (CdO)                     | Augure               | Балоджі                          | Бельгія ДР Конго Нідерланди Німеччина ПАР                             |
| Зламаний лід                   | 燃冬                 | Ентоні Чень                      | КНР                                                                   |
| Розалі (QP)                    | Rosalie              | Стефані Ді Джусто                | Франція Бельгія                                                       |
| Новенький                      | The New Boy          | Ворік Торнтон                    | США Австралія                                                         |
| Якщо я зможу заснути (CdO)     | Баавгай болохсон     | Пуревдаш Золжаргал               | Монголія                                                              |
| Безнадійний (CdO)              | 화란                 | Кім Чхан Хун                     | Південна Корея                                                        |
| Пакунки (CdO)                  | Les meutes           | Камаль Лазрак                    | Франція                                                               |
| Земні стихії                   | آیه‌های زمینی         | Алі Асгарі Аліреза Хатами        | Іран                                                                  |
| Царство звірів                 | Le règne animal      | Тома Кає                         | Франція                                                               |
| Тільки річка тече              | 河边的错误           | Вей Шуцзюнь                      | КНР                                                                   |
| Одна ніч                       | Une nuit             | Алекс Лутц                       | Франція                                                               |
| Нічого втрачати (CdO)          | Rien à perdre        | Дельфін Деложе                   | Франція                                                               |
| Салем                          | Salem                | Жан-Бернар Марлін                | Франція                                                               |

(CdO) вказує які фільми мають право на премію «Золота камера» як повнометражний режисерський дебют.
(QP) вказує на фільм, що бере участь у конкурсі на спеціальну нагороду Queer Palm.

### Поза конкурсом
Наступні фільми, а також один серіал були відібрані для показу поза конкурсом :
| Назва                         | Оригінальна назва                     | Режисер         | Країна                  |
| ----------------------------- | ------------------------------------- | --------------- | ----------------------- |
| Вбивці місячної квітки        | Killers of the Flower Moon            | Мартін Скорсезе | США                     |
| Ідол                          | The Idol                              | Сем Левінсон    | США                     |
| Павутина                      | 거미집                                | Кім Чжі Ун      | Південна Корея          |
| Індіана Джонс і реліквія долі | Indiana Jones and the Dial of Destiny | Джеймс Менголд  | США                     |
| Фаворитка                     | Jeanne du Barry                       | Майвенн         | Франція Велика Британія |
| Стихії                        | Elemental                             | Пітер Сон       | США                     |
| Абат П'єр                     | L'abbé Pierre                         | Фредерік Телльє | Франція                 |

## Нагороди

### Офіційна програма

#### Основний конкурс
- Золота пальмова гілка - «Анатомія падіння» Жустін Тріє
- Гран Прі - «Зона інтересів» Джонатана Ґлейзера
- Приз журі - «Опале листя» Акі Каурісмякі
- Приз за найкращу режисуру - Чан Ань Хунг за фільм «Пот-о-Фе»
- Приз за найкращий сценарій - Юдзі Сакамото за фільм «Монстр»
- Приз за найкращу чоловічу роль - Кодзі Якусьо за фільм «Ідеальні дні».
- Приз за найкращу жіночу роль - Мерве Діздар у фільмі «Про суху траву»[32][33]
- Золота камера за найкращий дебютний фільм

#### Почесна Золота пальмова гілка
- Почесна «Золота пальмова гілка»: Майкл Дуглас та Гаррісон Форд[4].

#### Особливий погляд
- Гран-прі: «Як займатися сексом», Моллі Меннінг Вокер[34];
- Приз журі: «Гончі» Камаля Лазрака;
- Найкращий режисер: «Мати всієї брехні» Асма Ель Мудір;
- Премія свободи: «Прощавай, Юлія», Мохамед Кордофані;
- Знімальна група: «Квітка Бурітт», Жоао Салавізи, Рене Надера Мессори, інші актори та знімальна група;
- Премія «Новий голос»: «Омен» Балоджі Тшіані.

### Незалежні нагороди
- Приз Міжнародної федерації кінопреси (ФІПРЕСІ) (Основний конкурс)
- Приз ФІПРЕСІ (Особливий погляд)
- Приз ФІПРЕССІ (Паралельна секція)
- Приз екуменічного журі

#### Сінефондайон
- Перша премія: «Норвезьке потомство» Марлен Емілі Лінгстад[35];
- Друга премія: «Дірка» Хван Хейна;
- Третя премія: Айюр (Місяць) Зінеб Вакрім.

#### Трофей Шопар
«Відкриття року»: Деріл МакКормак та Наомі Екі.